# Піта луїзіадська
Піта луїзіадська (Erythropitta meeki) — вид горобцеподібних птахів родини пітових (Pittidae). Раніше вважався підвидом піти червоночеревої (Erythropitta erythrogaster).

## Назва
Вид названо на честь англійського натураліста Альберта Стьюарта Міка (1871—1943), який здобув типовий зразок виду.

## Поширення
Ендемік Папуа Нової Гвінеї. Поширений лише на острові Россел в архіпелазі Луїзіада. Природним середовищем існування є субтропічні або тропічні вологі низинні ліси. З моменту збору типового зразка в 1898 році жодних наукових записів не було, але острів зберігає значний лісовий покрив. Чотириденні пошуки в 2014 році не дали жодних спостережень, але місцеві жителі вказували, що цей вид живе у первинному лісі на більшій висоті.

## Опис
Дрібний птах, завдовжки 16-18 см. Від червоночеревої піти відрізняється більшою довжиною тіла, відсутністю чорно-коричневих бічних смуг на маківці, світло-коричневими (проти світло-блакитного) плечима та темнішим верхом. Крім того, він характеризується широкою, чорною нижньою стрічкою грудей, якої немає у червоночеревої піти. Череп світло-сіро-коричневий. Потилиця світло-червонувато-коричнева. Горло чорно-коричневе. Підборіддя світліше. Вуха вкриті синім кольором. Спина і боки грудей темно-зелені. Низ живота червоний. Широка чорна стрічка на грудях має дрібні червоні кінчики. Поруч з колінним суглобом часто виступає біла пляма.

## Спосіб життя
Трапляється поодинці. Активний вдень. Птах проводить більшу частину дня, рухаючись у гущі підліску в пошуках поживи. Живиться дощовими хробаками та равликами, рідше комахами та іншими дрібними безхребетними. Розмноження цих птахів досі не було описано в природі, але вважається, що воно не суттєво відрізняється від інших видів піт.